# Atletický stadion TJ Lokomotiva Olomouc
Atletický stadion TJ Lokomotiva Olomouc – stadion lekkoatletyczny, służący również do rugby, w Ołomuńcu, w Czechach. Został otwarty 7 maja 1979 roku. Może pomieścić 3000 widzów. Obiekt służy lekkoatletom klubu AK Olomouc oraz rugbystom zespołu RC Olomouc.
Budowa stadionu rozpoczęła się w roku 1977, a jego otwarcie miało miejsce 7 maja 1979 roku. Obiekt powstał dzięki wspólnym staraniom sekcji lekkoatletycznej oraz rugby klubu TJ Lokomotiva Olomouc. Stadion wybudowano obok dawnego stadionu Sokoła (zamkniętego w 1976 roku). W 1985 roku na obiekcie odbyły się lekkoatletyczne Mistrzostwa Świata kolejarzy. W 1997 roku stadion ucierpiał wskutek powodzi. W 1998 roku utworzono na stadionie nową, tartanową bieżnię lekkoatletyczną. W dniach 11–13 lipca 2003 roku na obiekcie rozegrano lekkoatletyczne Mistrzostwa Czech.